# الحزب الشيوعي الثوري (الطبقة العاملة)
الحزب الشيوعي الثوري (الطبقة العاملة) (بالإسبانية: Partido Comunista Revolucionario-Clase Obrera) كان حزبًا سياسيًا شيوعيًا ماويًا في بيرو في السبعينيات. تأسس كفصيل منقسم من الطليعة الثورية - السياسية - العسكرية، بقيادة مانويل داميرت إيجو أغيري وإيرني دي لا جارا إي باسومبريو.